# Micronelima
Micronelima is een geslacht van hooiwagens uit de familie Sclerosomatidae.
De wetenschappelijke naam Micronelima is voor het eerst geldig gepubliceerd door Schenkel in 1938. 

## Soorten
Micronelima is monotypisch en omvat slechts de volgende soort:
- Micronelima brevipes